# Die Insel der Pinguine
Die Insel der Pinguine (französisch L’Île des Pingouins) ist ein 1908 erschienener historischer Roman des französischen Autors Anatole France. Vorgeblich eine Chronik des fiktiven Landes Alka in acht Büchern, ist der Roman eine Satire auf die Geschichte Frankreichs im Besonderen und die Geschichte des christlichen Abendlandes im Allgemeinen.

## Inhalt
Im ersten Buch (Die Anfänge) wird berichtet, wie der Heilige Maël, der in einem Steintrog die Meere überquert, um die Heiden zu bekehren, durch einen Sturm auf eine Insel im Eismeer verschlagen wird. Die dort lebenden Riesenalke werden von ihm getauft, da er in seiner Kurzsichtigkeit sie mit Menschen verwechselt (im Französischen werden mit dem Wort „pingouin“ Alkenvögel der Gattung alca bezeichnet, während die Pinguine der südlichen Hemisphäre „manchot“ genannt werden). Im Paradies wird daraufhin eine Versammlung einberufen, die es als einzigen Ausweg, die Gültigkeit des Taufakts zu bewahren, ansieht, den Pinguinen Menschengestalt zu verleihen (France parodiert hier ausgiebig theologische Gedankengänge und Argumentationsweisen). Nachdem dies geschehen ist, nimmt Maël die Insel ins Schlepptau und versetzt sie vor die Küste der Bretagne.
Im zweiten Buch (Das Altertum) bringt Maël den frischgebackenen Menschenkindern die christliche Zivilisation nahe, wobei sich immer wieder störend der Teufel einmischt, der die Gestalt eines Mönches annimmt und das Geschehen mit mephistophelischen Kommentaren versieht. Durch Lug, Trug und Gewalt bildet sich bald eine hierarchische Gesellschaft heraus, der vom Mönch Bulloch der Segen erteilt wird. Am raffiniertesten geht dabei die listige Orberose vor, die mit Hilfe ihres Liebhabers Kraken vermeintlich einen Drachen tötet, den die abergläubischen Pinguine hinter den Raubzügen von Kraken vermutet haben. Die Nachkommen von Orberose bilden das Herrschergeschlecht der Drakoniden; sie selbst wird als Schutzheilige von Alka verehrt.
Mittelalter und Renaissance des pinguinischen Volkes werden im dritten Buch thematisiert. France macht sich über die Kunstauffassung der Präraffaeliten lustig und gibt in einem fiktiven literarischen Fragment Vergil die Gelegenheit, sich abfällig über die Rezeption zu äußern, die ihm im christlichen Schrifttum zuteilgeworden ist.
Die nächsten vier Bücher behandeln die Neuzeit. Im vierten Buch stürzt eine Revolution die Drakoniden vom Thron – nur um den Weg frei zu machen für einen Herrscher namens Trinko, der (wie Napoléon Bonaparte) die halbe Welt zunächst erobert, später wieder verliert und vom Volk postum verehrt wird, obwohl er Pinguinien in einen jämmerlichen Zustand gestürzt hat. 
Das fünfte Buch dreht sich um die Verschwörungen, die der Klerus und der Adel aushecken, um die Republik zu stürzen und die Drakoniden wieder als Herrscher einzusetzen. Ein hoher Militär, der „Emiral“ Chatillon, wird als Gegenspieler der „Dingeriche“ (Republikaner) aufgebaut, scheitert jedoch schmählich. Hier verarbeitet France die Ereignisse um den General Georges Ernest Boulanger.
Das sechste Buch (Der Fall der achtzigtausend Heubündel) persifliert die Dreyfus-Affäre. Wieder einmal erleiden die Royalisten Schiffbruch mit ihren Bestrebungen. Doch die Unterstützer des zu Unrecht verfolgten jüdischen Offiziers Pyrot müssen nach dessen Rehabilitierung erkennen, dass sich ansonsten nichts an den politischen Verhältnissen geändert hat, die durch Machtgier, Eitelkeit und Opportunismus bestimmt werden.
Dieser Punkt wird im siebten Buch (Frau Ceres) unterstrichen. Beschrieben werden die Verwicklungen, die sich daraus ergeben, dass der Premierminister ein Verhältnis mit der Ehefrau des Postministers beginnt. Die Intrigen, die der gehörnte Ehemann daraufhin inszeniert, tragen wesentlich dazu bei, dass ein Weltkrieg ausbricht, den niemand gewollt hat.
Im achten Buch unternimmt France einen kühnen Sprung in die Zukunft. Über eine Gesellschaft, die sich technologisch immer weiter entwickelt, kulturell jedoch verkümmert, herrscht eine Schicht von Plutokraten, deren einziges Ziel es ist, immer mehr Reichtümer anzuhäufen. Dieses Regime, „das auf die stärksten Pfeiler der menschlichen Natur gebaut war, auf Dünkel und auf Gier“, ruft jedoch eine Revolte von terroristischen Attentätern hervor, denen es gelingt, mit hochentwickelten Sprengstoffen Zerstörungen unvorstellbaren Ausmaßes anzurichten. Das Ergebnis ist, dass nicht nur die Zivilisation, sondern ebenfalls die Erinnerung an sie verschwindet. Die Geschichte hebt zu einem neuen Zyklus an, der in denselben Bahnen verlaufen wird.

## Stellung in der Literaturgeschichte
Anatole France steht mit diesem Roman in der Tradition solch großer Satiriker wie François Rabelais und Jonathan Swift, nimmt aber auch mit seinem letzten Kapitel Dystopien des späteren 20. Jahrhunderts vorweg und erweist sich so als Wegbereiter der Science Fiction. Heiligenlegenden, Chroniken und andere Geschichtsquellen werden mit hoher stilistischer Raffinesse parodiert, travestiert und so in ihrer Wirkkraft auf die kollektive Psyche hinterfragt. France setzt sich mit diesem Vorgehen in Gegensatz zu einer positivistischen Geschichtsschreibung, deren Vertreter im Vorwort in Gestalt des Gelehrten Fulgentius Tapir verspottet werden, der ums Leben kommt, als er buchstäblich in dem von ihm gesammelten Material ertrinkt.
Die Insel der Pinguine gehört bis heute zu den beliebtesten Werken von Anatole France und wurde in viele Sprachen übersetzt.

## Buchausgaben
- L’Île des Pingouins. Calmann-Levy, Paris 1908
- Die Insel der Pinguine. Übersetzt von Paul Wiegler. Piper, München 1909
- Die Insel der Pinguine. Übersetzt von Edda Werfel und Paul Wiegler. Zsolnay, Wien 1982, ISBN 3-552-03401-3; Fischer Taschenbuch, Frankfurt am Main 1991, ISBN 3-596-10393-2
- Die Insel der Pinguine. Übersetzt von Bernhard Wildenhahn. Aufbau-Verlag, Berlin 1985